# フジテレビアナウンストレーニング講座アナトレ
フジテレビアナウンストレーニング講座アナトレ（フジテレビアナウンストレーニングこうざアナトレ）は、フジテレビジョンライツ事業部が運営するアナウンススクールである。通称は「アナトレ」。

## 概要
2001年にフジテレビアナウンス室と権利開発部とで開設（現在はライツ事業部内にある）。

将来アナウンサーを目指している学生を集めてアナウンススキルや採用試験の面接力などを磨くための講座を開講し、キー局はじめ全国の放送局にアナウンサーを輩出している。また、社会人を中心とした「朗読講座」やビジネスの場で話すチカラをつけるための「社会人のための話し方講座」なども開設している。

アナトレ受講者から『BSフジNEWS』の学生キャスターを務めるチャンスもある。今まで学生キャスターは女性だけだったが、第33期生から男性も起用している。

オーディションに合格すると、BSフジで半年間、生放送でニュース番組の学生キャスターを担当する。
近年はキー局アナウンサー内定者が増加し、2013年は7名、2014年と2015年は各5名、2016年は6名が内定。

2019年は13名（民放8名・NHK5名）、2020年は14名（民放10名・NHK4名）、2023年は12名（民放8名・NHK4名）がキー局に内定した。
新型コロナウイルスの影響もあり、2020年から一部コースでオンラインでの受講が可能となった。

## 所在地
東京都港区台場2-4-8　フジテレビ本社ビル

## 主なコース

### 体験・説明会
- 入門コース
- 就活説明会（無料）
- アナトレ無料説明会（アナウンサー職をめざしていたり、興味のある大学生や高校生、保護者も参加可能。）

### アナウンススキルアップ系
- アナウンス基礎コース
- アナウンス応用コース
- ニュースキャスター養成講座（特典として、BSフジNEWS学生キャスターオーディションの一次選考が免除となる。）

※上記の基礎コース・応用コース(2講座)・ニュースキャスター養成講座のいずれかを受講した人は、BSフジの学生キャスターオーディションの受験が可能。

### 試験対策系
- 就活基礎コース
- 面接対策講座
- 本採用対策コース
- 各キー局インターン対策コース
- フォトスタジオ＆ES講座
- マンツーマンレッスン
- NHK対策コース（専任講師：葛西聖司）
- 地方局対策コース

### 専門特化系
- 朗読講座
- おんどくレッスン

## 講師
講師はフジテレビの現役アナウンサーが務め、特別講師としてフジテレビOB・OGのアナウンサーも指導している。
但し、NHK入局試験対策クラスはNHK元局員が担当（民放の入社試験とNHK入局試験では、試験内容が一部異なる為）。

## 主な出身者
年は入局・入社年。◎はBSフジNEWS学生キャスター経験者。詳しくは、公式HP・内定情報を参照。

### NHK
- 西堀裕美（2003年）
- 守本奈実（2004年）◎
- 三條雅幸（2005年）
- 井上裕貴（2007年）
- 寺門亜衣子（2008年）◎
- 保里小百合（2013年）◎
- 中原真吾（2017年）
- 竜田理史（2018年）
- 西岡遼（2018年）
- 姫野美南（2019年）◎
- 宮本真智（2019年）
- 浅田春奈（2019年）
- 飯尾夏帆（2019年）
- 川口由梨香（2019年）
- 堀井優太（2020年）◎
- 吉岡篤史（2020年）
- 大谷舞風（2020年）
- 佐藤茉那（2020年）
- 山中翔太（2021年）
- 和田穂佳（2023年）
- 山下佳織（2023年）
- 中田歩見（2023年）
- 熊井幹（2023年）

### フジテレビ
- 石本沙織（2003年）
- 宮澤智（2012年）
- 木村拓也（2013年）
- 永島優美（2014年）
- 堤礼実（2016年）◎
- 鈴木唯（2016年）
- 佐久間みなみ（2020年）
- 渡邊渚（2020年）
- 德田聡一朗（2020年）
- 小室瑛莉子（2021年）
- 竹俣紅（2021年）
- 山本賢太（2021年）
- 勝野健（2022年）
- 東中健（2023年）

### 日本テレビ
- 郡司恭子（2013年）◎
- 中島芽生（2013年）◎
- 後藤晴菜（2013年）
- 畑下由佳（2014年）◎
- 岩田絵里奈（2018年）
- 河出奈都美（2019年）
- 田辺大智（2020年）
- 石川みなみ（2020年）
- 忽滑谷こころ（2020年）
- 澁谷善ヘイゼル（2021年）
- 林田美学（2022年）
- 渡邉結衣（2023年）
- 山本里咲（2023年）

### TBSテレビ
- 蓮見孝之（2004年）
- 杉山真也（2007年）
- 熊崎風斗（2013年）
- 喜入友浩（2017年）
- 山本里菜（2017年）◎
- 山形純菜（2017年）
- 近藤夏子（2019年）
- 渡部峻（2019年）
- 野村彩也子（2020年）
- 佐々木舞音（2021年）◎
- 小沢光葵（2021年）◎
- 御手洗菜々（2023年）

### テレビ朝日
- 堂真理子（2004年）
- 島本真衣（2006年）◎
- 山本雪乃（2014年）
- 住田紗里（2018年）
- 下村彩里（2019年）
- 斎藤ちはる（2019年）
- 布施宏倖（2019年）
- 安藤萌々（2020年）
- 佐々木一真（2020年）
- 渡辺瑠海（2020年）
- 森山みなみ（2021年）
- 鈴木新彩（2022年）
- 武隈光希（2022年）
- 荒井理咲子（2023年）

### テレビ東京
- 増田和也（2004年）現営業局
- 野沢春日（2013年）
- 福田典子（2016年、元RKB毎日放送）◎
- 森香澄（2019年）
- 田中瞳（2019年）
- 冨田有紀（2021年）
- 中原みなみ（2022年）
- 中根舞美（2023年）
- 髙橋大悟（2023年）
- 長部稀（2023年）

### 読売テレビ
- 黒木千晶（2016年）
- 岩原大起（2017年）
- 佐藤佳奈（2019年）
- 足立夏保（2022年）
- 西尾桃（2023年）
- 渡邉幹也（2023年）

### 朝日放送
- 高野純一（2005年）
- 乾麻梨子（2006年）
- 川添佳穂（2014年）◎
- 福井治人（2015年）
- 小西陸斗（2016年）
- 佐藤修平（2018年）
- 大野雄一郎（2020年）
- 福戸あや（2022年）
- 大仁田美咲（2023年）

### 毎日放送
- 河本光正（2003年）
- 辻沙穂里（2018年）◎
- 野嶋紗己子（2019年）
- 前田春香（2021年）
- 中野広大（2021年）

### 関西テレビ
- 村西利恵（2003年）
- 中島めぐみ（2010年）
- 谷元星奈（2018年）
- 舘山聖奈（2020年）◎

### ニッポン放送
- 東島衣里（2013年）

### フリー・その他
- 長野翼（元フジテレビ・2003年 - 2011年3月退社）
- 高橋真麻（元フジテレビ・2004年 - 2013年3月退社）
- 宮瀬茉祐子（元フジテレビ・2005年 - 2011年7月退社）◎
- 大島由香里（元フジテレビ・2007年 - 2017年12月退社）◎
- 久慈暁子（元フジテレビ・2017年 - 2022年4月退社[2][3]）